# Universitas Udayana
Universitas Udayana (UNUD) – indonezyjska uczelnia publiczna w mieście Denpasar (wyspa Bali), założona w 1962 roku. Jest najstarszą państwową uczelnią wyższą w prowincji Bali.

## Wydziały
- Fakultas Ilmu Sosial dan Ilmu Politik
- Fakultas Keguruan dan Ilmu Pendidikan
- Fakultas Kehutanan
- Fakultas Pertanian
- Fakultas Peternakan dan Perikanan
- Fakultas Teknik
- Fakultas Matematika dan Ilmu Pengetahuan Alam
- Fakultas Ekonomi
- Fakultas Kedokteran
- Fakultas Kesehatan Masyarakat

Źródło: